# Chester Bennington
Chester Charles Bennington (també conegut com a Chazy Chaz o The Chemist), (Phoenix, Arizona, 20 de març de 1976 – Palos Verdes Estates, 20 de juliol de 2017) fou un cantant de rock estatunidenc, conegut per ser el vocalista de Linkin Park.

## Sinopsi biogràfica
Bennington va créixer en un entorn conflictiu en què va haver de suportar abusos sexuals per part dels amics dels seus pares i el suïcidi d'alguns dels seus amics més pròxims. Aquestes experiències van provocar que s'aboqués a l'alcohol i les drogues, convertint-se en cocaïnòman quan tenia 18 anys.
No va ser fins al 1996 que va decidir canviar de vida i començar a pensar en nous projectes. Aquest mateix any s'incorporarà al grup Grey Daze, però l'abandonarà l'any següent en assabentar-se que un grup anomenat Xero buscava un nou vocalista.
Chester va aconseguir entrar en aquest grup, que posteriorment passà a anomenar-se Hybrid Theory (actual Linkin Park).
Bennington va tenir un primer fill, Jaime (nascut el 12 de maig de 1996) de la seva relació amb Elka Brand (el 2006 adoptarà l'altre fill d'Elka, Isaiah). El 31 d'octubre de 1996, es va casar amb Samantha Marie Olit amb la qual va tenir Draven Sebastian (nascut el 19 d'abril de 2002). El 2005 es va divorciar, i un any més tard, el 2006, es va casar amb Talinda Ann Bentley, una ex model de Playboy amb la qual va tenir tres fills, Tyler Lee (nascut el març de 2006) i les bessones Lilly i Lila (nascudes el març de 2011).

## Primers anys de la vida
Chester Charles Bennington era fill d'una mare que treballava com a infermera i d'un pare que va investigar casos d'abús sexual infantil com a detectiu policial. Es va interessar per la música a una edat jove, citant les bandes ""Depeche Mode" i "Stone Temple Pilots" com les seves primeres inspiracions. Bennington somiava amb convertir-se en membre dels "Stone Temple Pilots", i més tard es convertiria en el seu cantant principal durant un temps. Als set anys, un home gran i amic va abusar d'ell sexualment. Bennington tenia por de demanar ajuda, no volia que la gent cregués que era gai o mentider, i l'abús va continuar fins als 13 anys. Anys més tard, va revelar el nom de l'abusador al seu pare, però va decidir no presentar càrrecs.
Els pares de Bennington es van divorciar quan ell tenia 11 anys. El maltractament i la seva situació a casa el van afectar tant que va sentir l'impuls de "matar tothom i fugir". Per consolar-se, Bennington va dibuixar i va escriure poesies i cançons. Després del divorci, el seu pare va obtenir la custòdia de Chester. Bennington va començar a abusar d'alcohol, marihuana, opi, cocaïna, metamfetamina i LSD. Va ser assetjat a l'escola secundària, i va afirmar en una entrevista que va ser "col·locat com un ninot de drap a l'escola, per ser prim i semblar diferent". El 1993, als 17 anys, Bennington es va traslladar a viure amb la seva mare. Se li va prohibir sortir de casa durant un temps quan ella va descobrir el seu consum de drogues. Va treballar en un Burger King local abans de començar la seva carrera com a músic professional.

## Carrera
Primers anys
Bennington va començar la seva carrera de cantant amb una banda anomenada "Sean Dowdell and His Friends?", llançant un casset epònim de tres pistes el 1993. Més tard, Dowdell i Bennington es van mudar per formar "Gray Daze", una banda de post-grunge de Phoenix, Arizona. La banda va gravar tres àlbums: Demo el 1993, "Wake/Me" el 1994, i ..."No Sun Today" el 1997. Bennington va deixar Gray Daze el 1998.

## Linkin Park

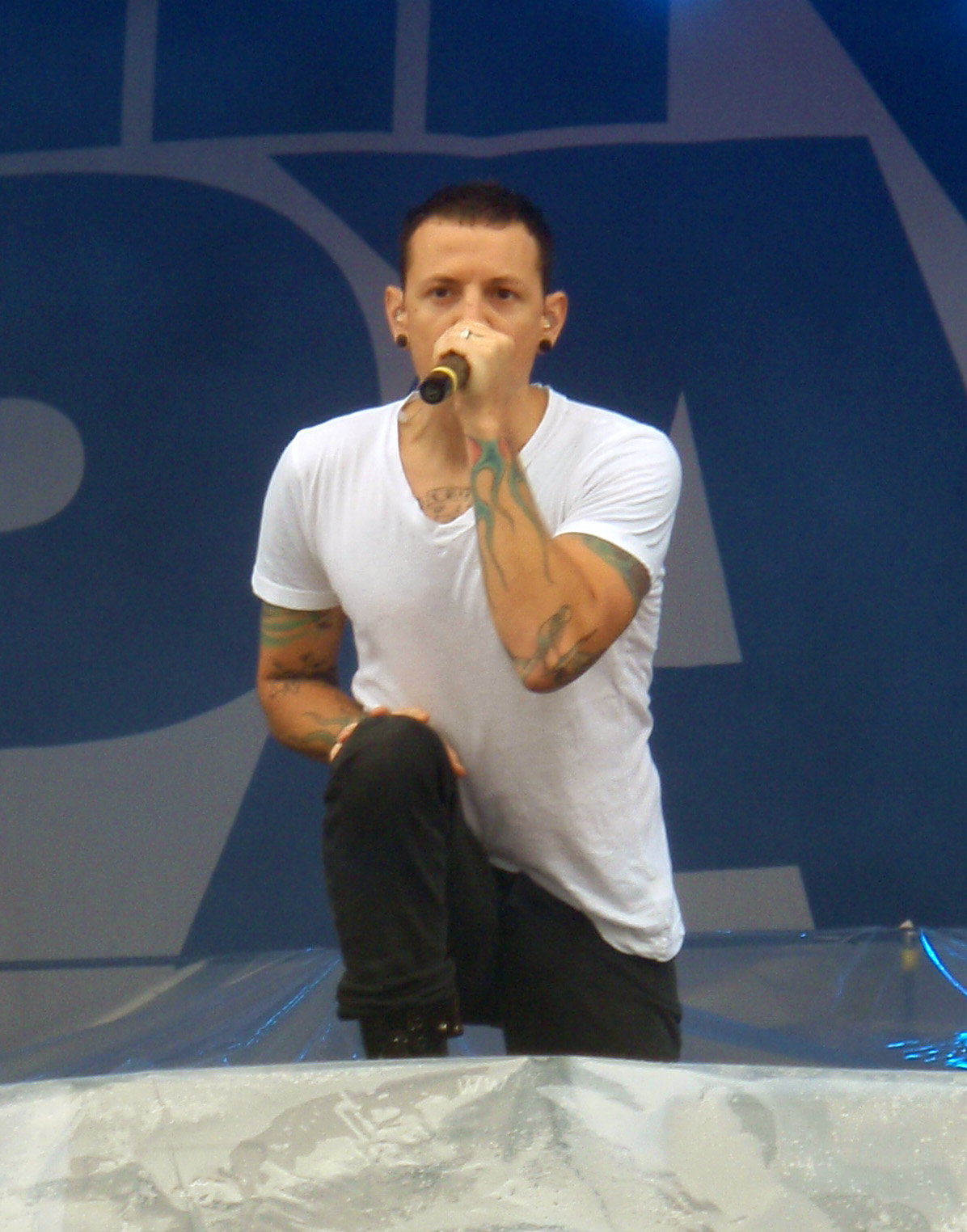
Bennington actuant amb Linkin Park al Sonisphere Festival de 2009.

Bennington estava frustrat i gairebé llest per deixar la seva carrera musical quan Jeff Blue, vicepresident d'artistes i repertori de "Zomba Music" a Los Angeles, li va oferir una audició amb els futurs membres de Linkin Park. Bennington va renunciar a la seva feina i va portar a la seva família a Califòrnia, on va tenir una reeixida audició amb Linkin Park, que en aquest temps es deia Xero. Va aconseguir gravar la cançó per a la seva audició en un dia, perdent la seva pròpia celebració d'aniversari en el procés. Bennington i Mike Shinoda, l'altre vocalista de la banda, van aconseguir avenços significatius junts, però no van poder trobar un contracte discogràfic. Després d'enfrontar nombrosos rebutjos, Blue, ara vicepresident d'artistes i repertori a Warner Bros, va intervenir novament per ajudar a la banda a signar amb Warner Bros Records.

El 24 d'octubre de 2000, Linkin Park va llançar el seu àlbum debut, "Hybrid Theory", a través de Warner Bros. Records. Bennington i Shinoda van escriure les lletres de "Hybrid Theory" basades en alguns materials passats. Shinoda va assenyalar les lletres com a interpretacions de sentiments, emocions i experiències universals, i com a «emocions quotidianes de què parles i penses». Bennington després va descriure l'experiència d'escriure cançons a la revista Rolling Stone a principis del 2002, dient que 
«és fàcil caure en aquesta cosa: "pobre, pobre de mi", d'aquí vénen cançons com "Crawling": no em puc portar a mi mateix. Però aquesta cançó es tracta d'assumir la responsabilitat de les nostres accions. No dic "tu" en cap moment. Es tracta de com jo sóc i la raó per la qual em sento així. Hi ha alguna cosa dins meu que em deprimeix».
Bennington es va exercir com a vocalista principal de Linkin Park, però ocasionalment va compartir el paper amb Shinoda. "All Music Guide" va descriure la veu de Bennington com a «aguda» i «emocional», en contrast amb l'estil de hip-hop de Shinoda. Ambdós membres també van treballar junts per escriure les altres lletres de les cançons de la banda.
Dead By Sunrise

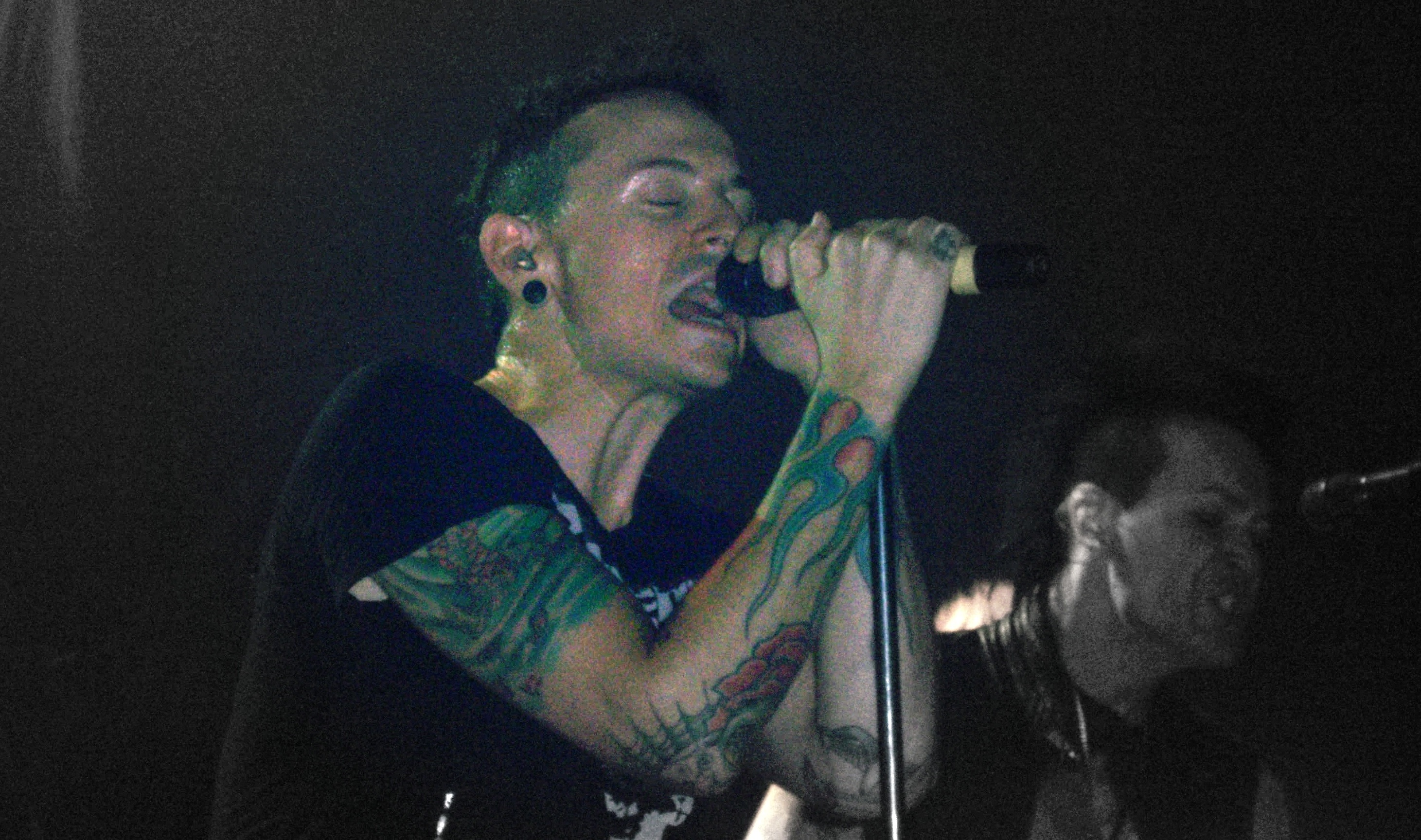
Bennington en un concert de Dead by Sunrise el 2009.

Bennington va ser cofundador de "Dead By Sunrise", una banda de rock electrònic de Los Angeles, Califòrnia, amb Amir Derakh i Ryan Shuck, membres d'Orgy i Julien-K el 2005. "Dead by Sunrise" va fer el seu debut en viu el maig del 2008, interpretant quatre cançons a la festa del 13è aniversari de Club Tattoo a Tempe, Arizona.
La banda va llançar el seu àlbum debut "Out of Ashes" el 13 d'octubre de 2009.

## Stone Temple Pilots
El febrer de 2013, Stone Temple Pilots es va separar del cantant principal Scott Weiland. La banda va reclutar Bennington per substituir Weiland el maig de 2013. El 18 de maig de 2013, Bennington va pujar a l'escenari al Weenie Roast de KROQ amb la banda. El setlist incloïa cançons originals de "Stone Temple Pilots", així com el seu primer senzill amb Bennington a la veu anomenat "Out of Time", que va debutar el 19 de maig i estava disponible per a la seva descàrrega gratuïta a través del seu lloc web oficial. Més tard, Bennington i la banda van anunciar en una entrevista exclusiva de KROQ que era oficialment el nou líder de "Stone Temple Pilots" i va parlar de la possibilitat d'un nou àlbum i gira. La cançó "Out of Time" apareix al seu EP High Rise, que es va publicar el 8 d'octubre de 2013.

Bennington va reflexionar sobre unir-se a "Stone Temple Pilots", afirmant:
"Cada banda té el seu propi tipus d'ambient. Stone Temple Pilots té aquesta sensació de rock més sexy i clàssica. Linkin Park és un tipus de banda molt moderna i molt tecnològica. Jo. Vaig créixer escoltant aquests nois. Quan va sorgir aquesta oportunitat, va ser com una obvietat".
 Bennington va declarar en entrevistes que cantar la veu principal a "Stone Temple Pilots" era el seu somni de tota la vida. Va deixar la banda en bons termes a causa dels seus compromisos amb Linkin Park el 2015 i va ser substituït dos anys més tard per Jeff Gutt.

## Altres obres
El 2005, Bennington va aparèixer a "Walking Dead", el senzill principal de l'àlbum debut "Shifting Gears del turntablist Z-Trip". Bennington també va fer una aparició sorpresa com a convidat durant l'actuació de Z-Trip al Festival de Música i Arts de Coachella Valley el 2005. Bennington va tornar a gravar la cançó de Mötley Crüe "Home Sweet Home" com a duet amb la banda com a senzill benèfic per a les víctimes de l'huracà Katrina a la tardor de 2005. També es va unir a Alice in Chains i va interpretar la cançó "Man in the Box" al Festival Inland Invasion de KROQ el 2006. Bennington va actuar amb "Kings of Chaos" durant la seva gira de concerts de sis espectacles el 2016.
Bennington va gravar una cançó per a l'àlbum de debut en solitari homònim de Slash el 2010 titulada "Crazy", però es va bloquejar el llançament. Slash el va tornar a gravar amb Lemmy a la veu i en el seu lloc es va afegir el retitulat "Doctor Alibi". El maig de 2021, finalment es va publicar un fragment de la cançó original de Bennington.

## Vida personal
Família i vistes
Bennington va tenir un fill, Jaime (nascut el 12 de maig de 1996), de la seva relació amb Elka Brand. El 2006, va adoptar l'altre fill de Brand, Isaiah (nascut el 8 de novembre de 1997). Es va casar amb la seva primera dona, Samantha Marie Olit, el 31 d'octubre de 1996. Van tenir un fill junts, Draven Sebastian (nascut el 19 d'abril de 2002). La relació de Bennington amb la seva primera dona va disminuir durant els seus primers anys amb Linkin Park, i es van divorciar el 2005.
El 2006, es va casar amb Talinda Ann Bentley, una antiga model de Playboy amb qui va tenir tres fills: Tyler Lee Bennington (nascut el 16 de març de 2006) i les bessones Lily i Lila (nascudes el 9 de novembre de 2011). Chester i Talinda Bennington van ser assetjats per un ciberassetjador, que després va ser declarat culpable el 2008 de manipular el correu electrònic de la parella i altres dades personals, a més d'enviar missatges d'amenaça, i va ser condemnat a dos anys de presó.
Bennington era un entusiasta dels tatuatges. Havia fet feina i promocions amb Club Tattoo, un saló de tatuatges a Tempe, Arizona. Club Tattoo és propietat de Sean Dowdell, amic de Bennington des de l'escola secundària amb qui va tocar en dues bandes.
Bennington era un fanàtic dels Phoenix Suns, Arizona Cardinals, Arizona Diamondbacks i Arizona Coyotes.

En una entrevista de gener de 2011, en resposta al tiroteig de Tucson de 2011, Bennington va dir:
"Hi ha una manera no violenta d'expressar-se i transmetre el vostre punt, independentment del que digueu o quin sigui el vostre punt. En una societat lliure. , la gent té dret a creure el que vulgui creure. Això és el seu negoci i poden dir el que pensa. Però ningú, fins i tot en una societat lliure, té dret a treure la vida a una altra persona. Mai. Això és una cosa que realment necessitem, anar més enllà."
Bennington va ser un crític del president dels Estats Units, Donald Trump. El 29 de gener de 2017, va tuitejar que Trump era
"una amenaça més gran per als EUA que el terrorisme".
 Aquest tuit va ressorgir el juliol del 2020 després que Linkin Park enviés a Trump una ordre de cessament i desistiment per utilitzar "Al final" en un anunci per a la seva campanya de reelecció aquell any.
Salut i lesions
Bennington va patir una mala salut durant la realització de "Meteora", i va lluitar per assistir a algunes de les sessions d'enregistrament de l'àlbum. A l'estiu de 2003, va començar a patir un dolor abdominal extrem i problemes gastrointestinals mentre filmava el vídeo musical de "Numb" a Praga. Es va veure obligat a tornar als Estats Units per a una cirurgia, i va filmar la resta del vídeo musical a Los Angeles.
Bennington va patir una lesió al canell l'octubre de 2007 mentre intentava saltar d'una plataforma durant un espectacle a Melbourne al Rod Laver Arena. Malgrat la lesió, va continuar fent tot l'espectacle amb un canell trencat, abans de dirigir-se al servei d'urgències, on va rebre cinc punts de sutura.
El 2011, Bennington va tornar a emmalaltir, i Linkin Park es va veure obligat a cancel·lar tres espectacles i reprogramar dos de la gira mundial A Thousand Suns. Es va lesionar l'espatlla durant la gira de la banda a Àsia i els metges li van aconsellar que es fessin una cirurgia immediata, cancel·lant el seu últim concert a Pensacola Beach, Florida, i finalitzant la seva gira.
Bennington va lluitar amb la depressió i l'abús de substàncies. Va superar la seva addicció a les drogues i continuaria denunciant el consum de drogues en futures entrevistes. Més tard va lluitar contra l'alcoholisme durant el seu mandat amb Linkin Park, que va superar després d'una intervenció dels seus companys de banda. El 2011, va dir que havia deixat de beure i va assenyalar: "No vull ser aquesta persona més".
Bennington es va lesionar el turmell el gener de 2015 durant un partit de bàsquet. Va intentar fer front a la lesió i actuar amb l'ajuda de crosses i un patinet de genolls. Linkin Park més tard va cancel·lar la resta de la seva gira per permetre a Bennington sotmetre's a una cirurgia i recuperar-se.
Amistat amb Chris Cornell
Bennington era un amic íntim de Chris Cornell. Es van fer amics durant una gira que van compartir a mitjans dels anys 2000. La química entre tots dos s'havia reforçat durant la gira Projekt Revolution 2007–2008 quan Bennington es va unir a Cornell a l'escenari per cantar "Hunger Strike" de "Temple of the Dog", i després Cornell es va unir a Linkin Park per cantar "Crawling". També va ser el padrí del fill de Cornell, Christopher.
Cornell es va suïcidar el 18 de maig de 2017. Bennington va comentar la mort de Cornell a Instagram, afirmant que no podia imaginar un món sense Cornell en ell. Shinoda va assenyalar que Bennington estava molt emotiu quan la banda va interpretar "One More Light" en honor de Cornell a Jimmy Kimmel Live! i Bennington no va poder acabar de cantar la cançó durant l'assaig perquè va començar a sufocar-se. La banda havia de gravar una actuació en directe del seu senzill "Heavy" al programa, però Bennington va decidir tocar "One More Light" després d'escoltar la notícia sobre la mort de Cornell, ja que la cançó tracta sobre la pèrdua d'un amic.
El 26 de maig de 2017, una setmana després de la seva actuació a Kimmel, Bennington va cantar la cançó "Hallelujah" de Leonard Cohen al funeral de Cornell a Los Angeles.

## Mort

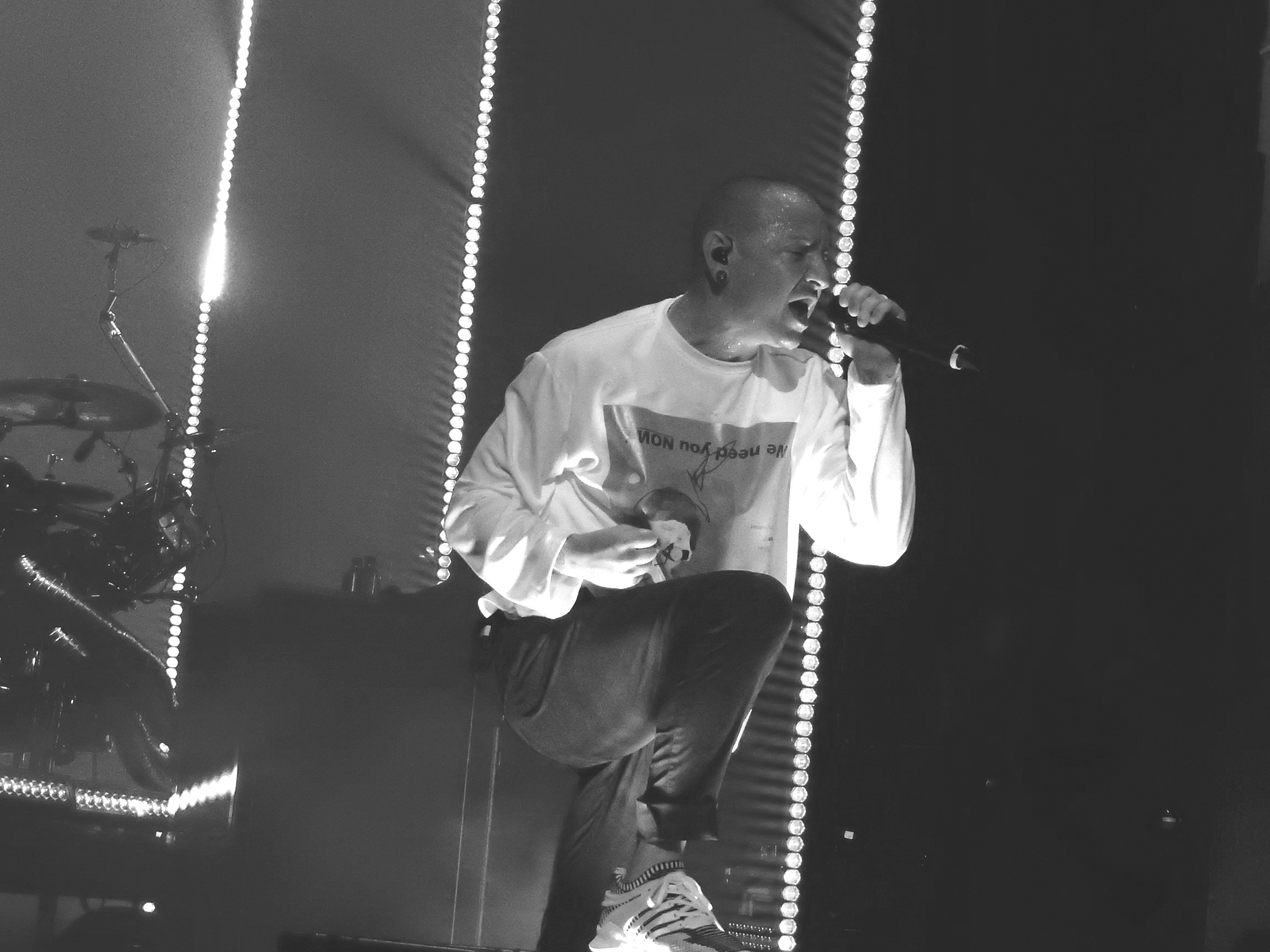
Bennington actuant el 4 de juliol de 2017, setze dies abans de la seva mort

El 20 de juliol de 2017, als 41 anys, Bennington va ser trobat mort a casa seva a Palos Verdes Estates, Califòrnia. El forense va decidir que la seva mort era un suïcidi per penjament. La data també va ser el que hauria estat el 53è aniversari de Chris Cornell i es va produir prop de 2 mesos després del seu suïcidi, també per penjant.
Després de la mort de Bennington, Linkin Park va cancel·lar la resta del seu "One More Light World Tour" i va reemborsar les entrades. El funeral de Bennington es va celebrar el 29 de juliol al "South Coast Botanic Garden" a Palos Verdes. A més dels seus familiars i amics propers, també hi van assistir molts músics que van anar de gira o van tocar amb Linkin Park. El servei també incloïa un escenari complet per als tributs musicals.
Records i homenatges
Bennington va filmar un episodi de "Carpool Karaoke: The Series" sis dies abans de la seva mort. La família de Bennington va permetre que l'episodi s'emetés el 12 d'octubre de 2017. El 27 d'agost, durant la cerimònia dels MTV Video Music Awards 2017, Jared Leto va rebre l'atenció dels mitjans pel seu homenatge a Bennington i Chris Cornell. Alguns dels seus antics companys de banda de "Dead by Sunrise" i "Grey Daze" es van unir per fer un homenatge a Bennington durant un concert el 2 de setembre a Las Vegas. Linkin Park també va acollir un homenatge públic a Bennington a Los Angeles el 27 d'octubre, titulat ""Linkin Park and Friends: Celebrate Life in Honor of Chester Bennington". L'esdeveniment va comptar amb la primera actuació de la banda després de la seva mort, juntament amb les actuacions de Blink-182, membres de System of a Down, Korn, Avenged Sevenfold, Bring Me the Horizon, Sum 41, Yellowcard i la cantant Kiiara, entre d'altres.
El raper Jay-Z va retre homenatge a Bennington en diverses ocasions interpretant "Numb/Encore" en directe. Jay-Z i Bennington (amb Linkin Park) van col·laborar en la cançó. Chris Martin de Coldplay va retre homenatge a Bennington durant el concert de la gira nord-americana de la banda al MetLife Stadium, tocant una versió acústica de "Crawling" al piano. Diversos altres artistes, com Muse, Ryan Key (vocalista i guitarrista de Yellowcard), Machine Gun Kelly, Imagine Dragons, Billy Talent i Godsmack, també van cobrir cançons de Linkin Park (normalment "Crawling") o van tocar les seves pròpies cançons durant els concerts com a homenatge a Bennington els dies i mesos posteriors a la seva mort. Durant l'homenatge anual in memoriam dels 60è Premis Grammy, el raper Logic va interpretar la cançó "1-800-273-8255" en directe al costat d'Alessia Cara i Khalid com a homenatge tant a Cornell com a Bennington. El títol de la cançó és el número de telèfon del 988 Suicide & Crisis Lifeline.
El productor Markus Schulz va fer un remix de trance de la cançó de Linkin Park "In the End" com a tribut a Bennington després de la seva mort, que va debutar a Tomorrowland. Bennington i altres músics difunts van ser homenatjats en el vídeo musical de "Hold on to Memories" de Disturbed.

Després de la mort de Bennington, el cantant Fred Durst va dir que Bennington
"tenia una manera de fer que qualsevol persona amb qui parlava se sentia escoltada, entesa i significativa. La seva aura i esperit eren contagiosos i empoderaven. Sovint, aquest tipus de persones tenen tant dolor i tortura a dins que l'últim que volen és contaminar o trencar l'esperit dels altres... Per més reals i transparents que fossin les nostres converses, sempre era ell qui projectava llum sobre les ombres”.
Conseqüències
Linkin Park va entrar en una pausa després de la mort de Bennington. Mike Shinoda va declarar a l'abril de 2022 que la banda no tenia plans d'enregistrar un nou àlbum o de fer alguna gira.

## Artística
veu

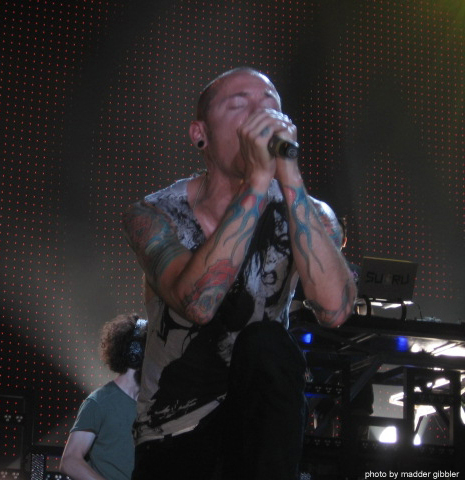
Chester Bennington en plena actuació

Bennington va ser descrit com un "tenor càlid", amb la seva veu mostrant "una durabilitat tremenda" durant tota la seva carrera. Althea Legaspi, de Rolling Stone, va escriure:
"La veu de Bennington encarnava l'angoixa i les emocions àmplies de les lletres, des de capturar els moments vulnerables de la vida fins a la fúria i la catarsi que es trobaven en els seus crits de cinturó, entre els quals sovint es mou va al gir d'un centaure."
Estil musical i influències
Bennington va declarar que va estar influenciat per Stone Temple Pilots, Alice in Chains, Arcade Fire, Circle Jerks, Descendents, Deftones, Jane's Addiction, Metallica, Fugazi, Refused, Ministry, Minor Threat, Misfits, The Naked and Famous, Nine Inch Nails, Nirvana, Pearl Jam, Skinny Puppy, Soundgarden i A Tribe Called Quest. Bennington també es considerava "un gran fan de Madonna", acreditant-la per fer-lo créixer amb ganes de ser músic.

## Llegat
Diverses publicacions han comentat el llegat musical que Bennington va deixar enrere. Mentre descrivia l'èxit de Bennington i Linkin Park, Andrew Leahey d'AllMusic va dir:
"Tot i que arrelat en el metall alternatiu, Linkin Park es va convertir en un dels actes més reeixits de la dècada del 2000 acollint elements de hip-hop, rock modern i electrònica atmosfèrica al seu interior. música... centrant-se tant en la interacció vocal entre el cantant Chester Bennington i el raper Mike Shinoda". Escrivint per a Billboard, Dan Weiss va declarar que Bennington "es va convertir en el nu-metal universal", ja que era "clarament un conducte important per a la seva àmplia audiència".
Fred Durst, cantant de Limp Bizkit, va afirmar que si no fos per la veu de Bennington i les seves paraules, el nu metal "mai hauria arribat a les masses i afectat tantes vides".

Jon Caramanica del New York Times va comentar que la capacitat de Bennington per "combinar la cruesa serrada amb una melodia elegant" el va separar d'altres cantants contemporanis, i també dels artistes pels quals va ser influenciat. Caramanica va assenyalar: "Va ser un simpatitzant de l'emo en una època en què el heavy metal encara marcava l'agenda del rock dur principal i un entusiasta del hip-hop que va trobar maneres de fer música informada en el hip-hop que es va beneficiar del seu molt poc hip. -conjunt d'habilitats de salt". A mesura que Bennington va adquirir influències d'actes de punk industrial i hardcore, el periodista va creure que aquest era el factor que va fer que Linkin Park sobrevisqués a "l'ascens i la caiguda precipitada de l'era del rap-rock", anomenant el músic "un polímata de la música rock". Mikael Wood del Los Angeles Times va argumentar:
"Potser més que el so influent de Linkin Park, el veritable llegat artístic de Bennington serà el missatge que va transmetre: la tranquil·litat que va oferir des de la foscor".
Steve Holden de la BBC va dir que Bennington era la "veu d'una generació", dient que la seva veu era sens dubte el millor actiu de Linkin Park. Jonathan McAloon de The Daily Telegraph va comentar:
"La mort de Bennington tindrà un impacte en molts mil·lenaris perquè la seva veu era el so del seu mil·lenni".
 Mentre parlava de la popularitat de Linkin Park, Corey Apar, d'AllMusic, va comentar: "La veu sovint torturada de Bennington es va convertir en una de les més distintives de l'escena del rock alternatiu". Escrivint per a The Guardian, Ben Beaumont-Thomas va assenyalar que "la decisió de Bennington de cantar clarament i obertament va ser, per tant, més radical del que se li atribueix, i de fet més valuosa socialment". El periodista va continuar discutint l'impacte de Bennington, comentant:
Les seves històries netament articulades de lluita emocional van donar a milions la sensació que algú els entenia, i l'enorme so de la seva banda al seu voltant va magnificar aquest sentit, traslladant els oients de l'espai psíquic de les seves habitacions a una arena de milers de persones que compartien el seu dolor.
James Hingle es va fer ressò d'aquest sentiment, escrivint per a Kerrang! va dir que Bennington "era un dels vocalistes més honestos que hi havia quan es tractava de la seva salut mental". En el mateix tema, William Goodman de Billboard va dir que Bennington i els seus companys Chris Cornell i Scott Weiland "van ajudar a definir una generació de so de rock dur, que estaven lligats artísticament i personalment".
El corresponsal musical de The Straits Times, Eddino Abdul Hadi, va declarar que Bennington va ser una inspiració per a molts artistes de l'escena musical de Singapur. Calum Slingerland, editor del periòdic canadenc Exclaim!, va expressar: "La seva influència s'ha sentit en el món del rock, el metall, el rap i més enllà".
Després de la mort de Bennington, la seva vídua Talinda Bennington va llançar una campanya anomenada "320 Changes Direction" en honor al seu marit per ajudar a trencar l'estigma que envoltava la malaltia mental.
El 2020, durant una transmissió en directe de Twitch, Mike Shinoda va confirmar l'existència d'una cançó inèdita de Linkin Park, titulada "Friendly Fire", que inclou cançons vocals que Bennington va gravar durant les sessions de "One More Light". En el moment de la seva mort, Bennington havia acabat una col·laboració amb el guitarrista de "Lamb of God", Mark Morton per a l'àlbum en solitari de Morton, "Anesthetic", titulat "Cross Off"; Morton va dir més tard en entrevistes que Bennington estava "molt, molt emocionat amb la idea de cridar i fer alguna cosa més pesada que el que ha estat fent últimament". El vídeo musical de "Cross Off" més tard va incloure un micròfon buit com a homenatge a Bennington.

## Amb Grey Daze
| Wake Me                                                                                     | - Publicat: octubre de 1994 - Formats: CD                               | —  | —  | —  | —  | —  | — | —  |
| ......No Sun Today                                                                          | - Publicat: 23 de maig de 1997 - Formats: CD                            | —  | —  | —  | —  | —  | — | —  |
| Amends                                                                                      | - Publicat: 26 de juny de 2020 - Formats: CD, LP, descàrrega, streaming | 30 | 29 | 9  | 17 | 62 | 1 | 75 |
| The Phoenix                                                                                 | - Estrena: 17 de juny de 2022 - Format: CD, LP, descàrrega, streaming   | —  | —  | 27 | 87 | —  | — | —  |
| "—" denota un enregistrament que no es va publicar o no es va publicar en aquest territori. |                                                                         |    |    |    |    |    |   |    |

#### Singlers
| Títol                       | Curs | Posicions màximes dels gràfics                  | Posicions màximes dels gràfics | Posicions màximes dels gràfics | Àlbum       |
| Títol                       | Curs | [[Mainstream Rock (gràfic)\|Principal dels EUA. | US Rock]]                      | US Rock Air.                   | Àlbum       |
| --------------------------- | ---- | ----------------------------------------------- | ------------------------------ | ------------------------------ | ----------- |
| "What's In the Eye?"        | 2020 | —                                               | —                              | —                              | Sickness    |
| "Amends"                    | 2020 | 2                                               | 35                             | 11                             | Sickness    |
| "Sometimes"                 | 2020 | —                                               | —                              | —                              | Sickness    |
| "Soul Song"                 | 2020 | —                                               | 40                             | —                              | Sickness    |
| "B12"                       | 2020 | 29                                              | —                              | —                              | Sickness    |
| "Anything, Anything"        | 2021 | —                                               | —                              | —                              | The Phoenix |
| "Saturation (Strange Love)" | 2022 | —                                               | —                              | —                              | The Phoenix |
| "Starting to Fly"           | 2022 | —                                               | —                              | —                              | The Phoenix |
| "Drag"                      | 2022 | —                                               | —                              | —                              | The Phoenix |

#### Vídeos musicals
| Curs | Títol                       | Director                        | Àlbum       |
| ---- | --------------------------- | ------------------------------- | ----------- |
| 2020 | "What's in the Eye"         | Zev Deans                       | Esmenes     |
| 2020 | "Sickness"                  | Nico Poalillo i Brandon Rottman | Esmenes     |
| 2020 | "Soul Song"                 | Jaime Bennington                | Esmenes     |
| 2020 | "B12"                       | Desconegut                      | Esmenes     |
| 2020 | "In Time"                   | Daniel Silva i Danilo Silgepe   | Esmenes     |
| 2020 | "Shouting Out"              | Daniel Silva i Danilo Silgepe   | Esmenes     |
| 2022 | "Saturation (Strange Love)" | Marc Silverstein                | The Phoenix |
| 2022 | "Starting to Fly"           | Heidi Gadd                      | The Phoenix |
| 2022 | "Drag"                      | Heidi Gadd                      | The Phoenix |

Amb Dead by Sunrise
- Out of Ashes  (2009)

Amb Stone Temple Pilots
- High Rise (2013)

## Contribucions d'àlbums i senzills
| Curs      | Artista | Cançó                                                                                   | Alliberament                                                                |
| --------- | --- | --------------------------------------------------------------------------------------- | --------------------------------------------------------------------------- |
| 2001      | DJ Lethal | "Cry To Yourself" (també conegut com "Estat de l'art")                                  | N/A: originalment destinat a l'àlbum inèdit de DJ Lethal "State of the Art" |
| 2002      | Stone Temple Pilots | "Meravellós (en viu)"                                                                   | The Family Values 2001 Tour                                                 |
| 2002      | Chester Bennington | "Sistema"                                                                               | Queen of the Damned banda sonora                                            |
| 2002      | Cyclefly | "Karma Killer"                                                                          | Crave                                                                       |
| 2004      | Handsome Boy Modeling School amb DJ Q-bert, Grand Wizard Theodore, Jazzy Jay, Lord Finesse, Mike Shinoda, Rahzel i Chester Bennington / Tim Meadows | "Rock N' Roll (Could Never Hip Hop Like This) (Part 2) / Knockers"                      | Gent Blanca                                                                 |
| 2005      | Z-Trip | "Walking Dead"                                                                          | Shifting Gears                                                              |
| 2005      | Mötley Crüe | "Home Sweet Home" (remake)                                                              | Single benèfic sense àlbum                                                  |
| 2006      | Chester Bennington | "Morning After (Julien-K Remix)"                                                        | Underworld: Evolution (banda sonora)                                        |
| 2006      | Mindless Self Indulgence | "What Do They Know? (Mindless Self Indulgence Vs. Julien-K & Chester Bennington Remix)" | Una altra estafa sense sentit                                               |
| 2007      | Jove Buck | "Slow Ya Roll"                                                                          | Buck the World                                                              |
| 2008/2010 | Chris Cornell | "Hunger Strike (En directe a Projekt Revolution 2008)"                                  | Cançons de l'Underground Una dècada sota terra                              |
| 2010      | Santana amb Chester Bennington i Ray Manzarek | "Riders on the Storm" (The Doors portada)                                               | Guitar Heaven: Els millors clàssics de guitarra de tots els temps           |
| 2019      | Mark Morton amb Chester Bennington | "Taula"                                                                                 | Anesthetic                                                                  |

## Productor musical
Bennington va ser productor executiu de l'EP de debut de 2012 Us–You per a la banda de hard rock de Los Angeles Hellflower, que està liderada pel seu amic de molt de temps i director d'activitats (D.O.A.) Church.

## Filmografia
Bennington va fer un cameo a la pel·lícula del 2006 Crank com a client d'una farmàcia. Més tard va aparèixer com un cavall -espectador de la pista a la seqüela de la pel·lícula del 2009, Crank: High Voltage. Bennington també va interpretar el paper del desafortunat racista Evan a la pel·lícula de 2010 Saw 3D. Va ser un dels diversos músics de rock que van parlar sobre la indústria al documental de Jared Leto del 2012, ' 'Artefacte.
Bennington estava treballant amb Church en el desenvolupament d'un proper programa de televisió, Mayor of the World, amb el productor executiu Trip Taylor.
| Curs | Títol               | Rol                | Notes   |
| ---- | ------------------- | ------------------ | ------- |
| 2006 | Crank: High Voltage | Farmàcia Stoner    | [ 123 ] |
| 2009 | Crank: alt voltatge | Hollywood Park Guy | [ 119 ] |
| 2010 | Saw 3D              | Evan               | [ 124 ] |

## Projectes
- Grey Daze
- Linkin Park
- Snow White Tan